# Relações entre Reino Unido e Suíça

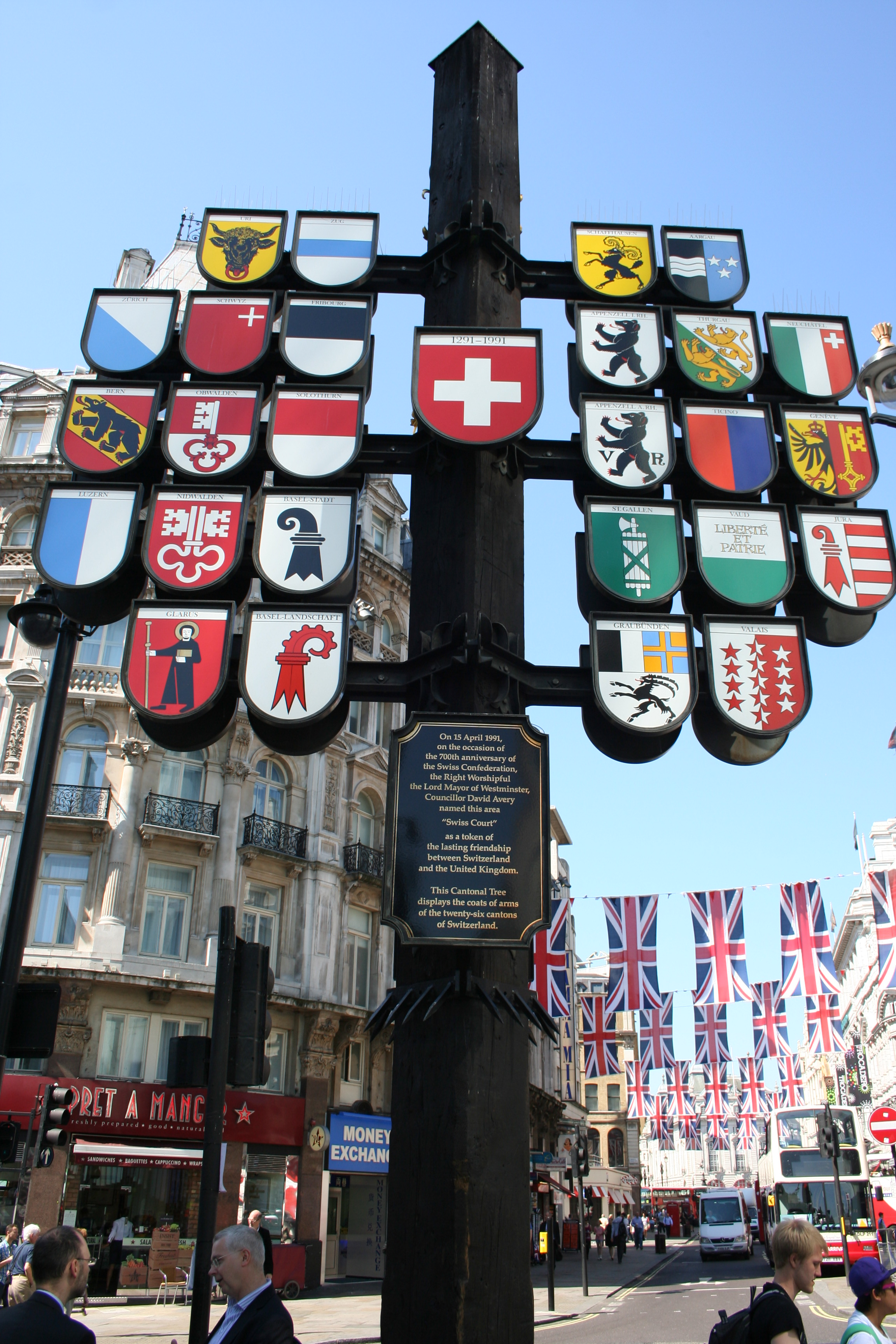
A Cantonal Tree foi erguida perto de Leicester Square, Londres, Inglaterra, para celebrar as relações amistosas entre a Grã-Bretanha e a Suíça.

As relações entre Reino Unido e Suíça se referem às relações bilaterais atuais e históricas entre a Suíça e o Reino Unido.

## História
A Suíça e o Reino Unido mantêm relações estreitas há muito tempo. Desde o século XVIII, s políticos britânicos fizeram grande parte da neutralidade da Suíça no continente europeu assumiram repetidamente o lado da Suíça ao lidar com outras potências europeias. Desde 1900, o Reino Unido mantém 12 consulados na Suíça. A Suíça representou interesses britânicos na Alemanha, Itália, Espanha, Japão e países ocupados e aliados do Eixo durante a Segunda Guerra Mundial, de 1939 a 1945.
Durante a Guerra Fria, as relações anglo-suíças tornaram-se ainda mais próximas e, devido a interesses comuns, houve cooperação em várias questões. Ambos os países trabalharam juntos para impedir a integração europeia nos anos 60.
Os contatos e as relações entre os dois países permanecem próximos até hoje com os respectivos países, ministros das Relações Exteriores reunindo-se regularmente para discutir questões de interesse comum.

## Economia
A Suíça é um destino favorito dos turistas britânicos desde o século XIX. O Reino Unido é o quarto mercado mais importante do mundo para investidores suíços. Atualmente, cerca de 700 empresas suíças fazem negócios no Reino Unido, com o setor financeiro desempenhando um papel importante nas relações econômicas anglo-suíças.

## Cooperação de segurança
Durante a Guerra Fria , a unidade do Exército Suíço Projekt-26 recebeu treinamento secreto das agências de inteligência britânicas MI5 e MI6. No caso de uma invasão da Suíça, o P-26 planejava mudar seu centro de comando para a Grã-Bretanha.

## Missões diplomáticas
- A Suíça possui uma embaixada em Londres.
- O Reino Unido possui uma embaixada em Berna

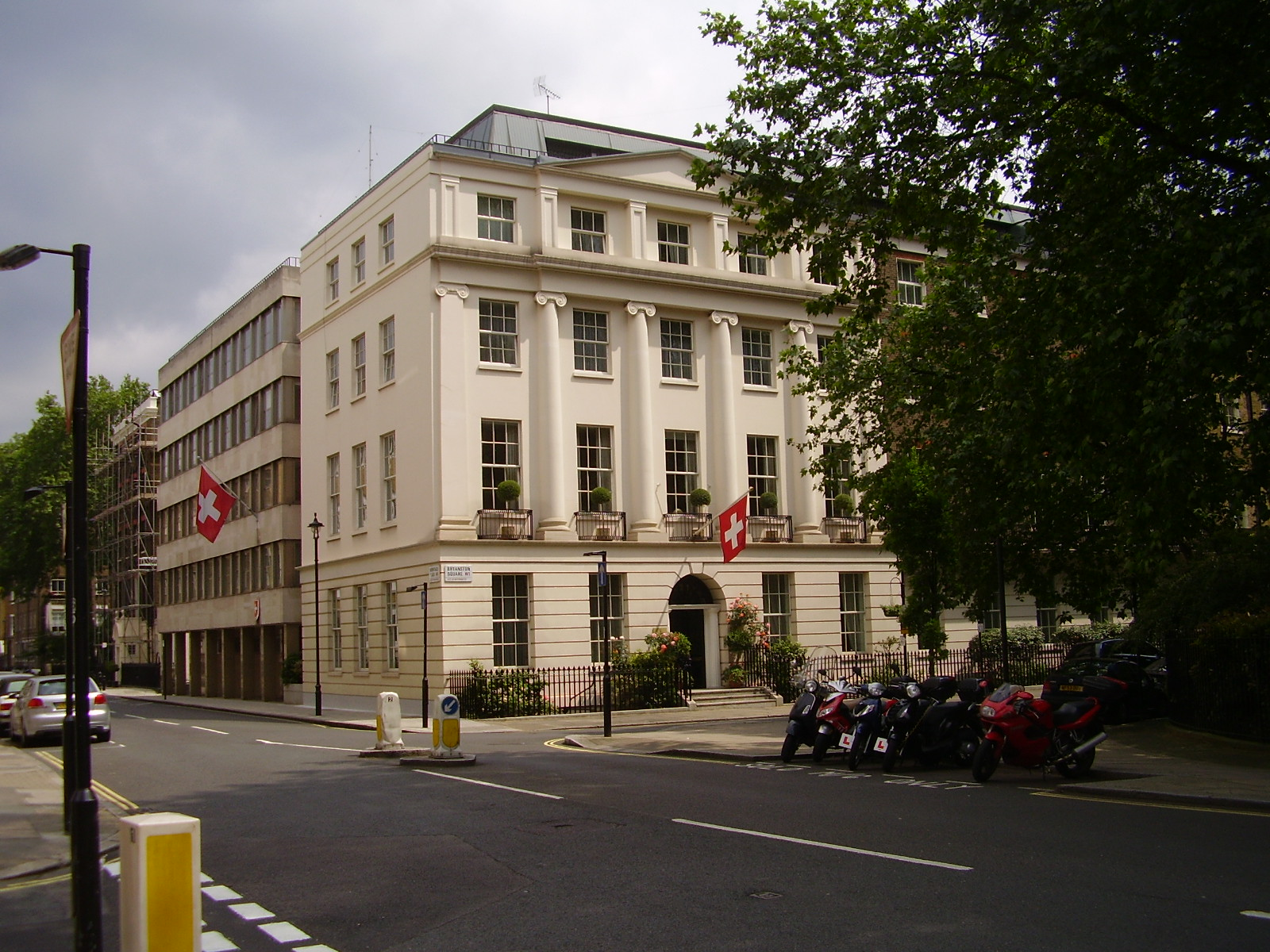
Embaixada da Suíça em Londres.